# Bikschote
Bikschote (fr. Bixschoote, niem. Büxschoote, vls. Bikschôte) – dzielnica (deelgemeente) gminy Langemark-Poelkapelle w Belgii, w Regionie Flamandzkim, w prowincji Flandria Zachodnia, w okręgu Ieper. 1 stycznia 2020 roku liczyła 577 mieszkańców. Do 31 grudnia 1970 samodzielna gmina.

## Demografia
Liczba mieszkańców, stan na 1 stycznia:
| Rok                | 1930 | 1947 | 1961 | 2020 |
| ------------------ | ---- | ---- | ---- | ---- |
| Liczba mieszkańców | 758  | 808  | 711  | 577  |